# Carulaspis silvestrii
Carulaspis silvestrii är en insektsart som beskrevs av Lupo 1966. Carulaspis silvestrii ingår i släktet Carulaspis och familjen pansarsköldlöss. Inga underarter finns listade i Catalogue of Life.